# Святой Александр Невский (линейный корабль, 1749)
«Святой Александр Невский» или «Александр Невский» — парусный линейный корабль Балтийского флота Российской империи, один из кораблей типа «Слава России». Находился в составе флота с 1749 по 1763 год, принимал участие в Семилетней войне, в том числе в блокаде пролива Зунд и осаде Кольберга, а по окончании службы был разобран. До войны неоднократно участвовал в практических плаваниях флота и торжественных мероприятиях.

## Описание судна
Представитель серии парусных двухдечных линейных кораблей типа «Слава России». Эта серия кораблей была самой многочисленной и одной из самых удачных серий линейных кораблей Российского императорского флота. Корабли серии строились с 1733 по 1774 год на верфях Санкт-Петербурга и Архангельска и принимали участие во всех плаваниях и боевых действиях российского флота в период с 1734 по 1790 год. Всего в рамках серии было построено 58 линейных кораблей. Все корабли этой серии обладали высокими мореходными качествами, хорошей маневренностью и остойчивостью.
Водоизмещение корабля составляло 1200 тонн, длина по сведениям из различных источников от 46,5 до 47,4 метра, ширина от 12,3 до 12,65 метра, а осадка от 5,4 до 5,48 метра. Вооружение судна составляли 66 орудий, включавшие двадцатичетырёх-, двенадцати- и шестифунтовые пушки, а экипаж состоял из 600 человек. Скорость судна при свежем ветре могла достигать восьми узлов.

## История службы
Линейный корабль «Святой Александр Невский» был заложен на верфях Санкт-Петербургского адмиралтейства 1 (12) октября 1747 года и после спуска на воду 18 (29) мая 1749 года вошёл в состав Балтийского флота России. Строительство вёл сарваер Г. А. Окунев.
В августе 1749 года в составе отряда выходил на испытания к Красной Горке. С 1750 по 1756 год в составе эскадр кораблей Балтийского флота принимал участие в практических плаваниях в Финском и Ботническом заливах до Аландских островов и в Балтийском море до острова Готланда. Помимо этого 30 июля (10 августа) 1752 года принимал участие в торжественных мероприятиях по случаю открытия канала имени Петра Великого, находился в составе эскадры, салютовавшей во время торжеств.
Принимал участие в Семилетней войне. В кампанию 1757 года был включен в состав эскадры под командованием адмирала З. Д. Мишукова, которая 31 мая (11 июня) вышла из Кронштадта для блокады побережья Пруссии. Совершал крейсерские плавания в районе Пиллау, после чего пришёл на Данцигский рейд, где находились остальные корабли флота. 8 (19) августа в составе эскадры ушёл в плавание к берегам Швеции, а 17 (28) сентября того же года вернулся в Кронштадт.
В кампанию 1758 года 2 (13) июля ушёл из Кронштадта в крейсерское плавание и 9 (20) июля у Копенгагена присоединился к объединённому русско-шведскому флоту, в составе которого до 28 августа (8 сентября) принимал участие в блокаде пролива Зунд. Блокада осуществлялась с целью недопущения английского флота в Балтийское море. В кампанию следующего 1759 года находился в составе эскадры, которая с июля по сентябрь перевозила русские войска из Кронштадта в Данциг.
Во время кампании 1760 года принимал участие в действиях русских войск и флота под Кольбергом. C 25 июля (5 августа) по 15 (25) августа перешёл из Кронштадта к Кольбергу в составе перевозившей русские войска эскадры и после высадки войск присоединился к морской блокаде крепости. С 10 (21) сентября по 28 сентября (9 октября) принимал участие в транспортировке войск обратно от Кольберга в Кронштадт, при этом всю дорогу вёл на буксире галиот.
В кампанию 1761 года корабль находился в порту Кронштадта, а его командир капитан 2-го ранга Д. И. Вилисон по протесту адмирала З. Д. Мишукова был подвергнут вычету месячного жалования за пьянство в течение кампании предыдущего 1760 года с наказом, что в случае очередного пьянства «выбит будет без апшита».
По окончании службы в 1763 году корабль «Святой Александр Невский» был разобран в Кронштадте.

## Командиры корабля
Командирами линейного корабля «Святой Александр Невский» в разное время служили:
- капитан полковничьего ранга Г. Кейзер (1749 год)[12];
- капитан полковничьего ранга Ф. Игнатьев (1750 год)[13];
- лейтенант, а с 5 (16) сентября 1751 года капитан 3-го ранга И. И. Сенявин (1751—1754 годы)[14];
- капитан 2-го ранга, а с 25 декабря 1755 (5 января 1756) года капитан 1-го ранга С. Ваксель (1755—1756 годы)[15];
- капитан 2-го ранга П. П. Андерсон (до 2 (13) июля 1757 года)[16];
- капитан-лейтенант С. М. Назимов (со 2 (13) июля 1757 года)[17];
- капитан 1-го ранга А. М. Давыдов (1758 год)[18];
- капитан 3-го ранга Ф. И. Неклюдов (1759 год)[19];
- капитан 2-го ранга А. Е. Шельтинг (1760 год)[20];
- капитан 2-го ранга Д. И. Вилисон (1761 год)[комм. 6][21].

### Комментарии
1. ↑  Также в серию входили два корабля «Северный Орёл» 1735 и 1763 годов постройки, два корабля «Ревель» 1735 и 1756 годов постройки, два корабля «Ингерманланд» 1735 и 1752 годов постройки, два корабля «Святой Пётр» 1741 (до 6 (17) декабря 1741 года назвался «Иоанн») и 1760 годов постройки, два корабля «Полтава» 1743 и 1754 годов постройки, два корабля «Москва» 1750 и 1760 годов постройки, корабли «Слава России» (головной корабль серии), «Основание Благополучия», «Леферм», «Благополучие» (до 6 (17) декабря 1741 года назвался «Правительница Российская»), «Счастие», «Екатерина», «Фридемакер», «Лесное», «Архангел Рафаил», «Святая великомученица Варвара», «Святой Сергий», «Святой Иоанн Златоуст» (В 1751 году был переименован в «Святой Иоанн Златоуст второй» в связи с постройкой одноимённого 80-пушечного корабля), «Архангел Гавриил», «Архангел Уриил», «Наталия», «Астрахань», «Рафаил», «Святой Иаков», «Не тронь меня», «Евстафий Плакида», «Святой Иануарий», «Саратов», «Тверь», «Трёх Иерархов», «Трёх святителей», «Европа», «Всеволод», «Ростислав», «Святой Георгий Победоносец», «Граф Орлов», «Память Евстафия», «Победа», «Виктор», «Вячеслав», «Дмитрий Донской», «Мироносиц», «Святой князь Владимир», «Александр Невский», «Борис и Глеб», «Преслава», «Дерись», «Ингерманландия», «Спиридон», корабль «Святой Александр Невский» 1762 года постройки и один корабль без названия 1758 года постройки.
2. ↑  155 футов 6 дюймов.
3. ↑  41 фут 6 дюймов.
4. ↑  18 футов.
5. ↑  В кампанию 1760 года он командовал другим кораблём «Святой Павел».
6. ↑  Англичанин на русской службе, настоящее имя Duncon Villison, в русской транслитерации также использовалось имя Донкон и вариант фамилии Вильсон.